# Division d'Honneur 1941-42
La Primera División de Bélgica 1941/42 fue la 40.ª temporada de la máxima competición futbolística en Bélgica. No hubo descensos debido al aumento de 14 a 16 clubes en la Primera División para la próxima temporada.

## Tabla de posiciones
| Pos | Equipo                         | PJ | PG | PE | PP | GF | GC  | Pts | DG  | Notas |
| --- | ------------------------------ | -- | -- | -- | -- | -- | --- | --- | --- | ----- |
| 1   | Lierse S.K.                    | 26 | 18 | 3  | 5  | 92 | 41  | 39  | +51 |       |
| 2   | Beerschot                      | 26 | 17 | 1  | 8  | 78 | 38  | 35  | +40 |       |
| 3   | Royal Antwerp FC               | 26 | 13 | 7  | 6  | 63 | 36  | 33  | +27 |       |
| 4   | R.O.C. de Charleroi-Marchienne | 26 | 15 | 3  | 8  | 60 | 47  | 33  | +13 |       |
| 5   | Eendracht Aalst                | 26 | 13 | 4  | 9  | 57 | 55  | 30  | +2  |       |
| 6   | R.S.C. Anderlecht              | 26 | 11 | 5  | 10 | 44 | 44  | 27  | 0   |       |
| 7   | Tilleur FC                     | 26 | 12 | 3  | 11 | 59 | 55  | 27  | +4  |       |
| 8   | La Gantoise                    | 26 | 12 | 3  | 11 | 46 | 39  | 27  | +7  |       |
| 9   | Royale Union Saint-Gilloise    | 26 | 9  | 5  | 12 | 61 | 66  | 23  | -5  |       |
| 10  | RFC Malinois                   | 26 | 10 | 3  | 13 | 61 | 67  | 23  | -6  |       |
| 11  | White Star Woluwé F.C.         | 26 | 10 | 3  | 13 | 52 | 67  | 23  | -15 |       |
| 12  | Standard Liège                 | 26 | 9  | 4  | 13 | 54 | 63  | 22  | -9  |       |
| 13  | Cercle Brugge K.S.V.           | 26 | 4  | 5  | 17 | 24 | 49  | 13  | -25 |       |
| 14  | K Boom FC                      | 26 | 2  | 5  | 19 | 38 | 122 | 9   | -84 |       |

PJ = Partidos jugados; PG = Partidos ganados; PE = Partidos empatados; PP = Partidos perdidos; GF = Goles a favor; GC = Goles en contra; Pts = Puntos; DG = Diferencia de goles